# エリーザベト・フォン・ヘッセン (1539-1582)
エリーザベト・フォン・ヘッセン（ドイツ語：Elisabeth von Hessen, 1539年2月13日 - 1582年3月15日）は、プファルツ選帝侯ルートヴィヒ6世の最初の妃。

## 生涯
エリーザベトはヘッセン方伯フィリップ1世とクリスティーナ・フォン・ザクセン（ザクセン公ゲオルクの娘）の間の娘である。
1560年7月8日にマールブルクで後にプファルツ選帝侯となるルートヴィヒ6世と結婚した。2人はルートヴィヒ6世が選帝侯となるまではアンベルクに居を構えた。敬虔なルター派信者のエリーザベトの影響下で、ルートヴィヒ6世は選帝侯領内でルター派を復活させた。
常に病であったルートヴィヒ6世は遺書で、ヴュルテンベルク公ルートヴィヒおよびブランデンブルク＝アンスバッハ辺境伯ゲオルク・フリードリヒに加え、エリーザベトとその兄ルートヴィヒ4世を息子フリードリヒの後見人に指名した。しかし、プファルツ＝ジンメルン公ヨハン・カジミールは選帝侯の男系親族として選帝侯領の管理人の地位を要求した。他の後見人と共に、エリーザベトは帝国裁判所でヨハン・カシミールと争ったが敗れた。その過程で、ヨハン・カジミールはエリーザベトの兄ヴィルヘルム4世の支持を受けていた。ヴィルヘルム4世はルター派の影響が妹エリーザベトを通してフリードリヒと選帝侯領の支配に及ぶことを恐れたためである。
1576年よりエリーザベトと夫ルートヴィヒ6世の医師であったゲオルク・マリウスにより診断されていた足痛風のため、オッフェナウの塩水浴場で温泉療法を受けた。エリーザベトは夫ルートヴィヒ6世の死の1年前の1582年に（腸から痛みなく膿や血が出る病で）死去し、4月1日にハイデルベルクの聖霊教会に埋葬された。

## 子女
エリーザベトは12人の子を儲けたが、3人しか成長出来なかった。
- アンナ・マリア（1562年 - 1589年） - スウェーデン王カール9世と結婚。
- エリーザベト（1562年）
- ドロテア・エリーザベト（1565年）
- ドロテア（1566年 - 1568年）
- フリードリヒ・フィリップ（1567年 - 1568年）
- ヨハン・フリードリヒ（1569年）
- ルートヴィヒ（1570年 - 1571年）
- カタリーナ（1572年 - 1586年）
- クリスティーネ（1573年 - 1619年）
- フリードリヒ4世（1574年 - 1610年） - プファルツ選帝侯
- フィリップ（1575年）
- エリーザベト（1576年 - 1577年）